# Керан (королева Киликийской Армении)
Керан Хетумян  (? — † 28 июля 1285) — королева Киликийской Армении. Происходила из династии Хетумидов (Хетумян) Ламброна.

## Биография
Дата рождения Керан неизвестна. Она родилась в семье  ламбронского князя Хетума IV и его жены, имя которой до наших дней не дошло. Происходила из рода Хетумидов (Хетумян) правителей Ламброна. Ламбронская княгиня Керан была помолвлена с будущим королём Киликийской Армении Левоном III, за которого 15 января 1263 года вышла замуж. В браке с Левоном III у королевы Керан родилось шестнадцать детей. Умерла 28 июля 1285 года в Дразарке.

## Семья
Муж: Левон III (иногда именуемый как Левон II)
дети:

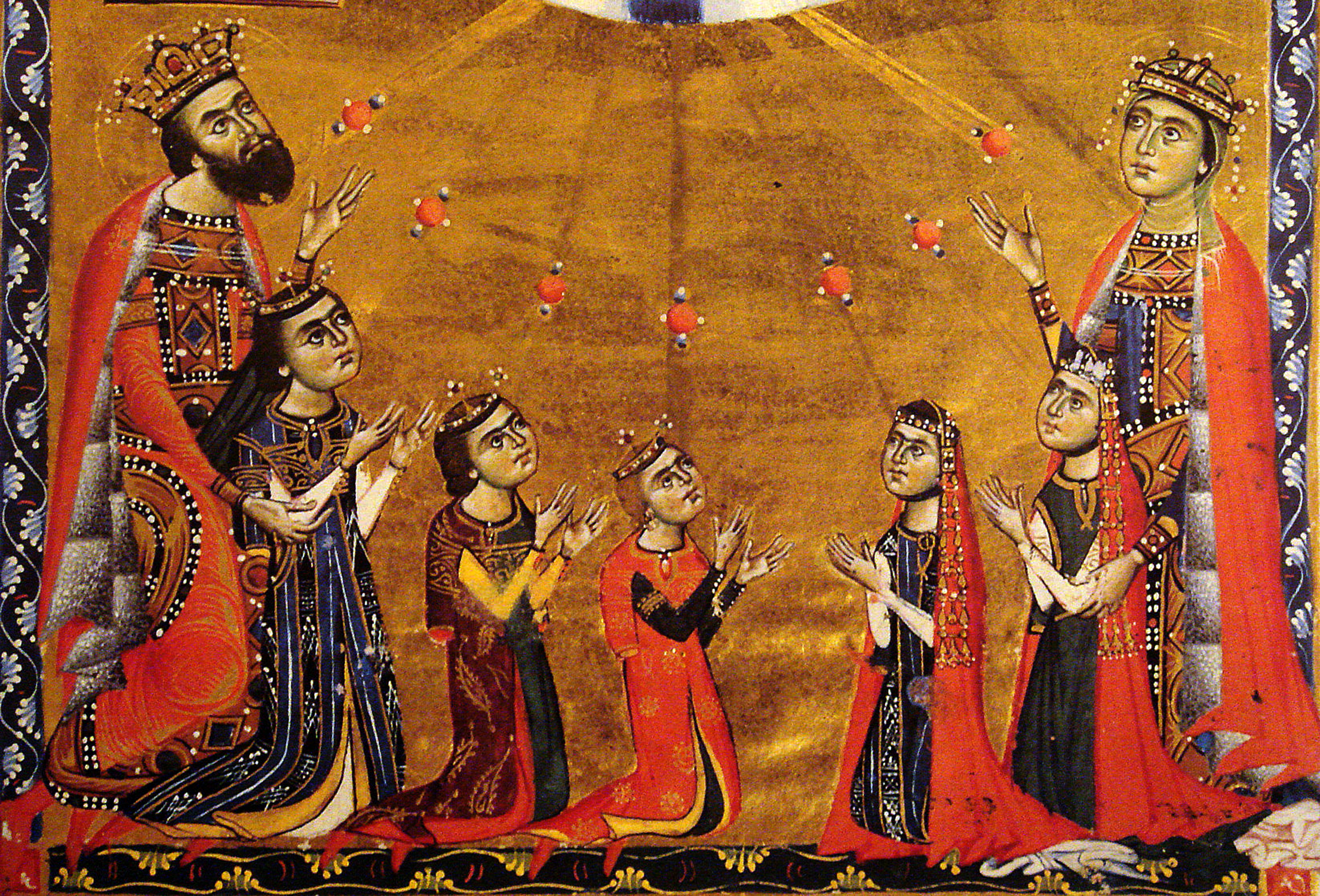
Король Левон III со своей женой королевой Керан и детьми

- 1. неизвестный сын (1263/64 — † в детстве)
- 2. Констандин (1265 — † детстве)
- 3. Евфимия (Фими) (1266/67 — † в детстве)
- 4. Хетум II (1266 — † 1307)
- 5. Изабелла (Забел) (1269/70 — † после 1273)
- 6. Торос III (1270 — † 1298)

ж. — Маргарита Лузиньян (1276 – † 1296)
- 7. Рубен (1272/73 — † в детстве)
- 8. Изабелла (Забел) (1273/74 — † после 1276)
- 9. Смбат (1277 — † 1308)

ж. — монгольская принцесса (? – † ?)
- 10. Изабелла II (Забел II) (1276/77 — † 1323)

м. — Амори Тирский (1272 – † 1310)
- 11. Костандин II  (1277/78 — † после 1308)
- 12. Рита II  (1278 — † 1333)

м. — Михаил IX Палеолог (1277 – † 1320)
- 13. Феофано (Феодора) (1278/79 — † 1296)
- 14. Нерсес (1279/80 — † 1301)
- 15. Ошин (1283/84 — † 1320)

ж. — Изабелла Корикоская (1277 – † 1320)
ж. — Джованна Тарентская  (? – † 1323)
- 16. Алинах  (1283/84 — † 1310)

## Комментарии
1. 1 2  Ряд историков ведет нумерацию королей с 1198 года, когда впервые киликийский правитель был коронован согласно западноевропейским традициям. Поэтому Левона III иногда называют Левоном II
2. ↑  Или 14 января 1264 года.